# マジカル・ミステリー・ツアー
『マジカル・ミステリー・ツアー』（Magical Mystery Tour）は、イギリスのロックバンド、ビートルズが1967年に発売した2枚組EPおよびLP（スタジオ・アルバム）で、同年に放送されたテレビ映画『マジカル・ミステリー・ツアー』のサウンドトラック盤である。アメリカでは1967年11月27日にLPとして、イギリスでは1967年12月8日に2枚組EPとして発売された。

## プロジェクトの来歴
『マジカル・ミステリー・ツアー』は、1967年8月27日にマネージャーのブライアン・エプスタイン死去後、初めて自分たちで取り組んだプロジェクトであった。ポール・マッカートニーはビートルズがアルバム『サージェント・ペパーズ・ロンリー・ハーツ・クラブ・バンド』を制作した後、ビートルズと自分たちの音楽に基づいた映画を制作することを考えた。『マジカル・ミステリー・ツアー』のコンセプトは様々な「普通の」人々（ジョン・レノンの叔父、チャーリーを含む）が観光バスに乗り込んで旅行し、予測できない「マジカル」な冒険をするというものであった。そうした制作コンセプトのため脚本とプロの映画監督無しという状況で撮影は行われたが、エプスタインの判断が無い結果として無秩序な映画制作となった。『マジカル・ミステリー・ツアー』の撮影において彼らが望んでいたような「マジカル」な冒険はまったく起こらず、撮影中に非常に多くの自動車が手書きで彩られたバスに追尾し、バス内の乗客が何を行おうとしているかを見たがり、交通渋滞を起こすまでに至った。見せ物はジョン・レノンが怒りながらバスのそばを立ち去ったことで終了した。
映画の評判は芳しいものではなく、イギリスでは最初、BBC Oneにおいて1967年のクリスマス休日をまたいでテレビで2回放送されたが、発表したことへの非難が集まった。
アメリカではABCで放送するという予定がキャンセルされ、『マジカル・ミステリー・ツアー』は公には1976年まで見ることが出来なかった。見ることが出来た場合でもそれはミッドナイト・ムービーや大学での興行などであり、どちらも一般的にはアンダーグラウンド扱いであった。

## 映画のサウンドトラック
サウンドトラックの6曲は英国オリジナルでは2枚組EPという特殊なフォームで、1967年12月8日にリリースされた。さらに美術家のボブ・ギブソンによるイラストが掲載された24ページのブックレットが封入された。
しかし、アメリカではEP盤方式が既に1950年代で廃れていたため、米キャピトル・レコードはA面にサウンドトラック6曲を任意に配列し、更にB面にシングル盤既発売曲の5曲を任意に配列した11曲入りのLP盤として1967年11月27日にリリースした。この米キャピトル編集盤は扱いの簡便さからイギリスでも輸入盤として人気を集めた。イギリス・EMIレコードによるLP盤としては、1976年11月27日にリリースされた。
その後1987年の初CD化において、この米キャピトル編集盤はイギリス盤公式オリジナル・アルバムと同等に扱われた。更に、2009年9月9日にリリースされたデジタル・リマスター盤においては、アメリカでの発売日に基づき、9作目のオリジナル・アルバムの位置に順番付けられている。
映画とは対照的にサウンドトラックは非常に好意的に受け入れられた。プロデューサーのジョージ・マーティンのクレジットには "BIG" という称号が付いた。
ヒット・チャートではイギリスにおいては「ミュージック・ウィーク」誌では、EP盤（しかも2枚組）としては異例のシングルチャートに登場し、最高位第2位を獲得している。ちなみにこの時、第1位を獲得したのは『ハロー・グッドバイ』であった。なお、米キャピトル編集盤は前述の通り輸入盤として人気を博し、全英アルバムチャートで最高31位を獲得した。
アメリカではBillboard 200で8週間連続第1位に輝いた。1968年度年間ランキングでは第4位を記録している。『キャッシュボックス』誌でも、8週連続第1位を獲得し、1968年度年間ランキング第9位を記録し、アメリカだけで600万枚以上のセールスを記録している。また、1968年度のグラミー賞ではベストアルバムとしてノミネートされた。

## ミキシング
当時EP盤はモノラルが原則であったが、英オリジナル2枚組EPはステレオとモノラルの双方が発売された。ビートルズのオリジナルEPの中で唯一ステレオでリリースされたEPである。
米キャピトル編集ステレオ盤の「ペニー・レイン」、「ベイビー・ユーアー・ア・リッチマン」、「愛こそはすべて」の3曲はステレオ・ミックスが未制作だったことから、発売予定に間に合わせるためにモノラル・ヴァージョンを疑似ステレオ化したヴァージョンが収録された。また「ストロベリー・フィールズ・フォーエバー」は後に英国盤『ザ・ビートルズ1967年〜1970年』で発表されるものとは別のステレオ・ミックスが使われた。「ペニー・レイン」、「ベイビー・ユーアー・ア・リッチマン」、「愛こそはすべて」の3曲を含む全曲リアル・ステレオのアルバム『マジカル・ミステリー・ツアー』は、1971年に西ドイツでリリースされた。同盤のA面曲は「アイ・アム・ザ・ウォルラス」を除き、英オリジナルEP用のミキシングが使われていた。
米キャピトルでのビートルズのモノラル・アルバムは本作が最後のリリースとなり、次作『ザ・ビートルズ』以降はステレオのみの発売となった。また、前述の通り米キャピトル編集盤は取り扱いの利便性からイギリスでも人気を呼んだため、1976年には英パーロフォン盤からもリリースされるようになったが、西ドイツ盤とは異なり米キャピトル盤と同内容であった。

## CD化と順番位置の変更
英EMIから1987年にコンピレーション・アルバムである『オールディーズ』を除く、ビートルズの全オリジナル・アルバムがCDとして再発売された際に、米キャピトル編集盤であるにもかかわらず『マジカル・ミステリー・ツアー』のみ例外的にCD化された。その後2009年9月9日のデジタルリマスター盤の発売時にはアルバムの順番位置が変更される。イギリス盤公式オリジナル・アルバムではなくアメリカ盤アルバムであるこの「マジカル・ミステリー・ツアー」の順番位置がその発売日に基づき、8作目のイギリス盤公式オリジナル・アルバム『サージェント・ペパーズ・ロンリー・ハーツ・クラブ・バンド』（1967年6月）と9作目の『ザ・ビートルズ』（1968年11月）の間に設定され、第9番目のアルバムとして位置づけられた。このため9番目以降のイギリス盤公式オリジナル・アルバムは順番位置付けが各1番ずつ繰り下げになっている。
EP『マジカル・ミステリー・ツアー』は、1996年に発売されたボックス・セット『コンパクト・ディスク・EP・ボックス・セット』のCD化でモノラル盤・ステレオ盤共に収録された。
なお、CD化されたEPおよびアルバムは、1967年のオリジナルEPおよび1971年に西ドイツでリリースされたアルバムのものとほぼ同じである。

## 収録曲
- 邦題の表記は、日本公式サイトに準拠[20]。

### EP盤
- 特記を除き、作詞作曲はレノン＝マッカートニーによるもの。

| #         | タイトル                                                  | 作詞      | 作曲・編曲 | リード・ボーカル                               | 時間 |
| --------- | --------------------------------------------------------- | --------- | ---------- | ---------------------------------------------- | ---- |
| 1.        | 「マジカル・ミステリー・ツアー」(Magical Mystery Tour)    |           |            | ポール・マッカートニー ジョン・レノン （一部） | 2:48 |
| 2.        | 「ユア・マザー・シュッド・ノウ」(Your Mother Should Know) |           |            | ポール・マッカートニー                         | 2:33 |
| 合計時間: | 合計時間:                                                 | 合計時間: | 5:21       |                                                |      |

| #         | タイトル                                        | 作詞      | 作曲・編曲 | リード・ボーカル | 時間 |
| --------- | ----------------------------------------------- | --------- | ---------- | ---------------- | ---- |
| 1.        | 「アイ・アム・ザ・ウォルラス」(I Am The Walrus) |           |            | ジョン・レノン   | 4:35 |
| 合計時間: | 合計時間:                                       | 合計時間: | 4:35       |                  |      |

| #         | タイトル                                         | 作詞・作曲                                   | リード・ボーカル       | 時間 |
| --------- | ------------------------------------------------ | -------------------------------------------- | ---------------------- | ---- |
| 1.        | 「フール・オン・ザ・ヒル」(The Fool On The Hill) |                                              | ポール・マッカートニー | 3:00 |
| 2.        | 「フライング」(Flying)                           | レノン＝マッカートニー＝ハリスン＝スターキー | インストゥルメンタル   | 2:16 |
| 合計時間: | 合計時間:                                        | 合計時間:                                    | 合計時間:              | 5:16 |

| #         | タイトル                                 | 作詞・作曲         | リード・ボーカル   | 時間 |
| --------- | ---------------------------------------- | ------------------ | ------------------ | ---- |
| 1.        | 「ブルー・ジェイ・ウェイ」(Blue Jay Way) | ジョージ・ハリスン | ジョージ・ハリスン | 3:50 |
| 合計時間: | 合計時間:                                | 合計時間:          | 合計時間:          | 3:50 |

### 米国盤
- 特記を除き、作詞作曲はレノン＝マッカートニーによるもの。

| #         | タイトル                                                  | 作詞・作曲                                   | リード・ボーカル                              | 時間  |
| --------- | --------------------------------------------------------- | -------------------------------------------- | --------------------------------------------- | ----- |
| 1.        | 「マジカル・ミステリー・ツアー」(Magical Mystery Tour)    |                                              | ポール・マッカートニー ジョン・レノン（一部） | 2:48  |
| 2.        | 「フール・オン・ザ・ヒル」(The Fool On The Hill)          |                                              | ポール・マッカートニー                        | 2:59  |
| 3.        | 「フライング」(Flying)                                    | レノン＝マッカートニー＝ハリスン＝スターキー | インストゥルメンタル                          | 2:16  |
| 4.        | 「ブルー・ジェイ・ウェイ」(Blue Jay Way)                  | ジョージ・ハリスン                           | ジョージ・ハリスン                            | 3:54  |
| 5.        | 「ユア・マザー・シュッド・ノウ」(Your Mother Should Know) |                                              | ポール・マッカートニー                        | 2:33  |
| 6.        | 「アイ・アム・ザ・ウォルラス」(I Am The Walrus)           |                                              | ジョン・レノン                                | 4:35  |
| 合計時間: | 合計時間:                                                 | 合計時間:                                    | 合計時間:                                     | 19:05 |

| #         | タイトル                                                                     | 作詞・作曲 | リード・ボーカル       | 時間  |
| --------- | ---------------------------------------------------------------------------- | ---------- | ---------------------- | ----- |
| 1.        | 「ハロー・グッドバイ」(Hello, Goodbye)                                       |            | ポール・マッカートニー | 3:24  |
| 2.        | 「ストロベリー・フィールズ・フォーエバー」(Strawberry Fields Forever)        |            | ジョン・レノン         | 4:05  |
| 3.        | 「ペニー・レイン」(Penny Lane)                                               |            | ポール・マッカートニー | 3:00  |
| 4.        | 「ベイビー・ユーアー・ア・リッチ・マン」(Baby You're A Rich Man)             |            | ジョン・レノン         | 3:07  |
| 5.        | 「愛こそはすべて（オール・ユー・ニード・イズ・ラヴ）」(All You Need Is Love) |            | ジョン・レノン         | 3:57  |
| 合計時間: | 合計時間:                                                                    | 合計時間:  | 合計時間:              | 17:33 |

## クレジット
ビートルズ
- ジョン・レノン - リード・ボーカル、ハーモニー & バッキング・ボーカル、スキャット（「フライング」）、リズムギター、アコースティック・ギター、アコースティック・ピアノ、エレクトリックピアノ、メロトロン、ハモンドオルガン、クラヴィオライン、ハープシコード、バンジョー、ハーモニカ・口琴（「フール・オン・ザ・ヒル」）
- ポール・マッカートニー - リード・ボーカル、ハーモニー & バッキング・ボーカル、スキャット（「フライング」）、ベース、アコースティック・ギター、ピアノ、メロトロン、ハーモニウム、リコーダー・ティン・ホイッスル（「フール・オン・ザ・ヒル」）
- ジョージ・ハリスン - リード・ボーカル、ハーモニー & バッキング・ボーカル、スキャット（「フライング」）、リードギター、スライドギター、アコースティック・ギター、ハモンドオルガン、スワラマンダラ、ヴァイオリン、ハーモニカ（フール・オン・ザ・ヒル）
- リンゴ・スター - ドラムス、パーカッション、バッキング・ボーカル（「ハロー・グッドバイ」）、スキャット（「フライング」）

スタッフ
- ジョージ・マーティン - 音楽プロデューサー、オーケストラ編曲、管楽器編曲
- ジェフ・エメリック、ケン・スコット - レコーディング・エンジニア

外部ミュージシャン
- 「マジカル・ミステリー・ツアー」
  - マル・エヴァンズ、ニール・アスピノール - パーカッション
  - デイビッド・メイソン、エルガー・ハワース、ロイ・コープステイク、ジョン・ウィルブラハム - トランペット

- 「フール・オン・ザ・ヒル」
  - クリストファー・テイラー、リチャード・テイラー、ジャック・エロリー - フルート

- 「アイ・アム・ザ・ウォルラス」
  - セッション・ミュージシャン - ストリングス、ブラス、木管楽器
  - マイク・サムス、レイ・トーマス、マイク・ピンダー - バッキング・ボーカル

- 「ハロー・グッドバイ」
  - ケネス・エセックス、レオ・バーンバウム - ヴィオラ

- 「ストロベリー・フィールズ・フォーエバー」
  - マル・エヴァンズ - タンバリン
  - ニール・アスピノール - ギロ
  - テリー・ドラン - マラカス
  - トニー・フィッシャー、グレッグ・ボーエン、デレク・ワトキンス、スタンリー・ロデリック - トランペット
  - ジョン・ホール、デレック・シンプソン、ノーマン・ジョーンズ - チェロ

- 「ペニー・レイン」
  - ジョージ・マーティン - ピアノ
  - レイ・スウィンフィールド、P・グッディ、マニー・ウィンターズ - フルート、ピッコロ
  - デイビット・メイソン - ピッコロトランペットソロ
  - レオン・カルバート、フレディ・クレイトン、バート・コートリー、ダンカン・キャンベル - トランペット、フリューゲルホルン
  - ディック・モーガン、マイク・ウィンフィールド - オーボエ、コーラングレ
  - フランク・クラーク - ダブルベース

- 「ベイビー・ユーアー・ア・リッチ・マン」
  - エディ・クレイマー - ヴィブラフォン
  - ミック・ジャガー - バッキング・ボーカル

- 「愛こそはすべて」
  - ジョージ・マーティン - ピアノ
  - マイク・ヴィッカーズ - 指揮者
  - シドニー・サックス、パトリック・ホーリング、エリック・ボウイ、ジャック・ホームズ - ヴァイオリン
  - ライオネル・ロス、ジャック・ホームズ - チェロ
  - レックス・モーリス、ドン・ハニーウィル - テナー・サクソフォーン
  - デヴィッド・メイソン - トランペット
  - スタンリー・ウッズ - トランペット、フリューゲルホルン
  - エヴァン・ワトキンス、ハリー・スペイン - トロンボーン
  - ジャック・エンブロー - アコーディオン
  - ミック・ジャガー、キース・リチャード、エリック・クラプトン、マリアンヌ・フェイスフル、ジェーン・アッシャー、パティ・ボイド、マイク・マックギア、キース・ムーン、グラハム・ナッシュ他数名 - バッキング・ボーカル

## チャート成績

### オリジナル盤
| チャート                                | 最高位 |
| --------------------------------------- | ------ |
| オーストラリア (Go-Set National Top 40) | 3      |
| アイルランド (IRMA)                     | 17     |
| オランダ (Single Top 100)               | 2      |
| ニュージーランド (NZ Listener)          | 3      |
| ノルウェー (VG-lista)                   | 6      |
| スウェーデン (Kvällstoppen Chart)       | 3      |
| スイス (Schweizer Hitparade)            | 6      |
| UK Record Retailer EPs Chart            | 1      |
| UK Record Retailer Singles Chart        | 2      |
| 西ドイツ Musikmarkt LP Hit-Parade       | 8      |

| チャート                                      | 最高位 |
| --------------------------------------------- | ------ |
| ニュージーランド (RMNZ) 1975年チャートイン    | 12     |
| ノルウェー (VG-lista)                         | 13     |
| UK アルバムズ (OCC) 1987年CD盤                | 52     |
| - UK Record Retailer LPs Chart - 1968年輸入盤 | 31     |
| US Billboard Top LPs                          | 1      |
| US Cash Box Top 100 Albums                    | 1      |

### 2009年リマスター盤
| チャート                               | 最高位 |
| -------------------------------------- | ------ |
| オーストリア (Ö3 Austria)              | 59     |
| ベルギー (Ultratop Flanders)           | 43     |
| ベルギー (Ultratop Wallonia)           | 61     |
| フィンランド (Suomen virallinen lista) | 37     |
| フランス (SNEP) 2012年チャートイン     | 176    |
| ドイツ (Offizielle Top 100)            | 23     |
| イタリア (FIMI)                        | 44     |
| 日本 (オリコン)                        | 34     |
| オランダ (MegaCharts)                  | 37     |
| ニュージーランド (RMNZ)                | 37     |
| ポルトガル (AFP)                       | 23     |
| スペイン (PROMUSICAE)                  | 86     |
| スウェーデン (Sverigetopplistan)       | 29     |
| スイス (Schweizer Hitparade)           | 64     |
| UK アルバムズ (OCC)                    | 33     |

## 認定
| 国/地域                    | 認定        | 認定/売上数 |
| -------------------------- | ----------- | ----------- |
| アルゼンチン (CAPIF)       | Gold        | 30,000^     |
| オーストラリア (ARIA)      | Platinum    | 70,000^     |
| カナダ (Music Canada)      | 4× Platinum | 400,000^    |
| ドイツ (BVMI)              | Gold        | 250,000^    |
| イギリス (BPI)             | 2× Platinum | 600,000^    |
| アメリカ合衆国 (RIAA)      | 6× Platinum | 6,000,000^  |
| ^ 認定のみに基づく出荷枚数 |             |             |

 英国レコード産業協会による認定は、1994年以降の売上によるもの。

## 各国での発売形態
| 国                | 日付           | レーベル                                                   | 発売形態                   | カタログ番号                                                     |
| ----------------- | -------------- | ---------------------------------------------------------- | -------------------------- | ---------------------------------------------------------------- |
| アメリカ          | 1967年11月27日 | Capitol Records                                            | mono LP                    | MAL 2835                                                         |
| アメリカ          | 1967年11月27日 | Capitol Records                                            | stereo LP                  | SMAL 2835                                                        |
| イギリス          | 1967年12月8日  | Parlophone                                                 | mono double EP             | MMT 1-2                                                          |
| イギリス          | 1967年12月8日  | Parlophone                                                 | stereo double EP           | SMMT 1-2                                                         |
| 日本              | 1968年3月10日  | 東芝音楽工業（現：EMIミュージック・ジャパン）/Odeon=>Apple | double EP                  | OP 4335-6                                                        |
| 日本              | 1968年12月5日  | 東芝音楽工業（現：EMIミュージック・ジャパン）/Odeon=>Apple | LP                         | - OP 9728（東芝特有の赤盤） - 1969年にAPPLE盤のAP 9728に変わる。 |
| イギリス          | 1976年11月19日 | Apple Records, Parlophone                                  | LP                         | PCTC 255                                                         |
| Worldwide reissue | 1987年8月8日   | Apple, Parlophone, EMI                                     | CD                         | CDP 7 48062 2                                                    |
| 日本              | 1987年8月22日  | 東芝EMI                                                    | CD                         | CP32 5334                                                        |
| 日本              | 1998年3月11日  | 東芝EMI                                                    | CD                         | TOCP-51124                                                       |
| 日本              | 2004年1月21日  | 東芝EMI                                                    | Remastered LP              | TOJP 60144                                                       |
| Worldwide Reissue | 2009年9月9日   | Apple, EMI                                                 | Remastered CD              | 3824652                                                          |
| 日本              | 2009年9月9日   | EMIミュージックジャパン                                    | Remastered CD              | TOCP-71009                                                       |
| 日本              | 2014年12月17日 | ユニバーサルミュージック                                   | SHM-CD（紙ジャケット仕様） | UICY-76974                                                       |